# Siemens-Kreisprozess
Der Siemens-Kreisprozess ist eine Technik zum Kühlen oder Verflüssigen von Gasen.  Ein Gas wird komprimiert, was zu einer Temperaturerhöhung entsprechend dem Gesetz von Gay-Lussac führt. Das so komprimierte Gas wird anschließend in einem Wärmeübertrager heruntergekühlt. Daraufhin wird das komprimierte, auf Umgebungstemperatur heruntergekühlte Gas expandiert, was eine Temperaturabsenkung hervorruft, wiederum entsprechend dem Gesetz von Gay-Lussac.  Das Ergebnis ist ein Gas (oder Flüssiggas), das kälter ist als der Ausgangszustand und unter dem gleichen Druck wie im Ausgangszustand stehen kann.
Carl Wilhelm Siemens ließ sich den Siemens-Prozess 1857 patentieren.